# Walter Gargano
Walter Alejandro Gargano Guevara (Paysandú, 23 de julho de 1984) é um futebolista uruguaio que atua como volante. Atualmente, joga pelo Peñarol.

## Carreira
Destacando-se pela boa equipe do Napoli desde a sua chegada, em 30 de junho de 2007, Gargano despertou o interesse dos grandes clubes do país. No dia 21 de agosto de 2012, foi então oficializada sua contratação por empréstimo pela Internazionale. Após a temporada 2012/2013, retornou ao Napoli. E novamente foi emprestado dessa vez para o Parma.

## Vida pessoal
É casado com a irmã de seu ex-companheiro de equipe Marek Hamšik, Michaela, com quem tem dois filhos.

## Títulos
Danubio
- Campeonato Uruguaio: 2004, 2006–07

Napoli
- Coppa Italia: 2011–12
- Supercopa da Itália: 2014

Peñarol
- Campeonato Uruguaio: 2017, 2018
- Supercopa Uruguaya: 2018

Seleção Uruguaia
- Copa América: 2011